# General Steam Navigation Company

Flagge

Die General Steam Navigation Company (GSN) war ein 1824 gegründetes britisches Schifffahrtsunternehmen und eine der ältesten Dampfschifffahrtsgesellschaften der Welt. Sie war 150 Jahre lang Londons vorherrschende Reederei im Kurzliniendienst, spezialisiert auf Häfen in Großbritannien und Nordwesteuropa. Auch war sie der Pionier im Ausflugsverkehr zwischen London und der unteren Themse und den englischen Kanalhäfen.

## Geschichte

### 1824–1914
Die GSN nahm ihren Betrieb im Jahre 1824 auf, mit zwei wöchentlichen Überquerungen des Ärmelkanals zwischen Brighton und Dieppe mit zwei 25 m langen Seitenraddampfern. Die Überfahrt dauerte 9 Stunden. Die Gesellschaft war damit die erste, die mit dampf-getriebenen Schiffen einen regelmäßigen Kanalüberquerungsdienst für Fracht und Passagiere versah. Schon sehr bald nahm sie auch Passagier- und Frachtdienst auf der Themse, dem Ärmelkanal und der Nordsee sowie bis nach Bordeaux, Lissabon und Gibraltar auf. 1836 übernahm die GSN die London & Edinburgh Steam Packet Co. mit deren sechs Dampfern. Ebenfalls 1836 beteiligte sich die GSN, die bereits einen Linienverkehr zwischen London und Rotterdam unterhielt, an der in diesem Jahr in Düsseldorf gegründeten „Dampfschiffahrtgesellschaft für den Nieder- und Mittelrhein“.
1882 wurde der Dienst in Mittelmeerhäfen aufgenommen. Einige Reisen nach Westafrika wurden 1894 unternommen, aber dieser Dienst wurde bereits 1895 wieder eingestellt. Von 1894 bis 1901 wurden auch Häfen in Nord- und Südamerika und dem Golf von Mexiko bedient.

### 1914–1939
Im Ersten Weltkrieg verlor die Reederei 23 Schiffe, und nach Kriegsende begann man ein aufwendiges Neubauprogramm. 1919 kaufte man den Humber-London Dienst der G. R. Haller Ltd. und den London-Gent Dienst der Leach & Co.
1920 wurde die GSN von der P&O Steam Navigation übernommen, die die GSN allerdings unter eigenem Management weiterhin selbständig operieren ließ. Eine neue Gesellschaft, die Great Yarmouth Shipping Co., wurde von der P&O und der GSN gemeinsam gegründet, um den Liniendienst zwischen London und Great Yarmouth via Lowestoft und Hull zu betreiben. Die Rhine-London Line wurde 1931 akquiriert, die London & Dunkirk Shipping Co. im Jahre 1933. 1934 erwarb man die Moss Hutchison Line aus Liverpool mit ihrem Mittelmeerdienst, nachdem die Royal Mail Lines Gruppe, zu der diese gehört hatte, liquidiert worden war. Mit der Übernahme der New Medway Steam Packet Co. im Jahre 1936 erlangte die GSN das Monopol für Ausflugsfahrten auf der Themse. 1937 wurde die Tochtergesellschaft Grand Union Shipping Co. gegründet, und 1939 erwarb man erhebliche Anteile an der Turner, Edwards & Co. in Bristol, die bald darauf gänzlich übernommen wurde.

### 1939–1945
Im Zweiten Weltkrieg verloren die GSN und ihre Töchter 21 Schiffe, die nach dem Krieg durch Neubauten ersetzt wurden. Unter den Verlusten war der 1925 bei Samuel White in Cowes gebaute Ausflugsraddampfer Crested Eagle (1078 BRT), der die Route London-Ramsgate und später den Dienst von London nach Southend, Clacton und Felixstowe versehen hatte, und der bei der Operation Dynamo, der Evakuation des britischen Expeditionskorps aus Dünkirchen durch Bombentreffer versenkt wurde. Auch die 1939 bei William Denny & Brothers gebaute Royal Daffodil (2060 BRT) wurde bei der Evakuation eingesetzt; sie brachte auf sieben Fahrten insgesamt 9500 Alliierte Truppen nach England zurück. Der Ausflugsraddampfer Royal Eagle (1539 BRT, 1932 bei Cammell Laird in Birkenhead gebaut), der Ferienreisende zwischen London und den Küstenorten Southend, Clacton, Margate and Ramsgate befördert hatte, fuhr dreimal nach Dünkirchen und brachte 2600 Mann zurück.

### 1945–1972
Mit der zunehmenden Ausweitung des Luftverkehrs sanken die Passagierzahlen der GSN in den späten 1950er und frühen 1960er Jahren. Hinzu kam die scharfe Konkurrenz des im Jahre 1965 eröffneten Fährdienst von Tilbury nach Calais durch die modernen Autofähren der Stena Line. Die GSN Schiffe wurden daraufhin am Ende der 1966-Saison aus dem Kanaldienst abgezogen. Als 1967 die Normandy Ferries Co. gegründet wurde, war GSN ihr britischer Teilhaber, aber sie stellte ihren Dienst schon nach einigen Jahren wieder ein. Zur gleichen Zeit ging auch das Frachtaufkommen der GSN zurück, zum Teil begründet durch die steigenden Hafengebühren in Großbritannien. Die Great Yarmouth Shipping Co. und die Grand Union Shipping Co. stellten ihren Betrieb 1970/71 ein. 1972 wurde GSN vollständig von der P&O Line übernommen und verschwand als eigenständige Reederei.

## Anmerkung
Die General Steam Navigation Company ist nicht zu verwechseln mit der General Steam Navigation Company of Greece (unter dem Namen Greek Line vermarktet), eine 1939 von Basil Goulandris gegründete Reederei, die von Griechenland aus Transatlantikverkehr betrieb. Mit der allmählichen Verdrängung des Passagierdienstes durch Fluglinien verlegte sich die Greek Line zunehmend auf Kreuzfahrten. Die Gesellschaft geriet in den 1970er Jahren in Schwierigkeiten und ging 1975 in Liquidation.